# Une pure affaire
Pour plus de détails, voir Fiche technique et Distribution.
Une pure affaire est une comédie française réalisée par Alexandre Coffre, sortie en 2011.

## Synopsis
David Pelame, un avocat sans envergure, se laisse facilement passer par-dessus par son concurrent le plus mordant dans l'entreprise. Un soir, en promenant son chien, il trouve un sac rempli de cocaïne. Ne sachant pas trop quoi en faire au début, il se décide à vendre la marchandise avec une notion très subjective du « métier » de dealer. Si sa vie de famille devient plus agréable et sa relation avec sa femme plus tendre, dans l'entreprise il prend une certaine aisance qui lui permet de mieux assumer les relations avec les autres (et accessoirement d'écarter son concurrent). Toutefois, il est confronté à l'appréciation négative de sa nouvelle activité, mais l'argent est si facilement gagné que tous rentrent dans le business. Mais un jour, arrive celui à qui appartiennent le sac et son contenu…

## Fiche technique
- Titre : Une pure affaire
- Titre original : Sur des rails
- Réalisation : Alexandre Coffre
- Scénario : Alexandre Coffre avec la participation de Romain Levy, d'après la nouvelle Powder de Matthew Kneale
- Photographie : Guillaume Deffontaines
- Musique : Éric Neveux
- Montage : Sophie Fourdrinoy
- Production : Nicolas Duval Adassovsky, Yann Zenou, Bruno Chiche
- Société de production : Quad Films
- Pays :  France
- Langue : français
- Genre : comédie
- Durée : 88 minutes
- Sorties 2011[1] : 
  -  France 2 mars
  -  Suisse 16 mars

## Distribution
- François Damiens : David Pelame

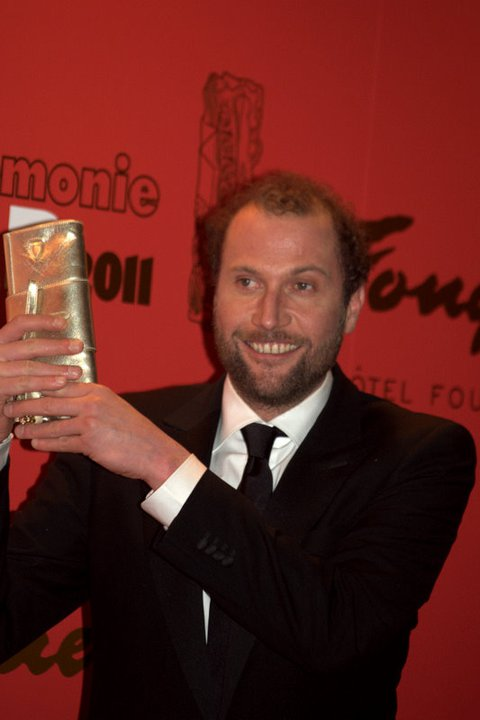
L'acteur principal François Damiens à la Cérémonie des Césars 2011.

- Pascale Arbillot : Christine Pelame
- Laurent Lafitte : Brice Teller
- Gilles Cohen : Patron
- Didier Flamand : Michel
- Nicolas Marié : Philippe Dalambert
- Elise Larnicol : policière commissariat
- Françoise Gerbelot : La maman sur la photo
- Nicolas Boulifard : Romain Pelame
- Anne Duverneuil : Marion Pelame
- Sean Guégan : William
- Pom Klementieff : Naomi
- François Civil : Tom
- Fabien Ara : Ronan
- Cedric Cirotteau : Policier Civil 1
- Jean Louis Tilburg : Policier Civil 2
- Stéphane Lagoutte : Policier rue
- Bruno Chiche : psychologue
- Marc Rioufol : témoin narcotique
- Jérémy Bardeau

## Autour du film
- Le scénario est adapté de la nouvelle Powder de Matthew Kneale.

## Distinctions
- Festival international du film de comédie de l'Alpe d'Huez 2011[2],[3] : 
  - Prix Spécial du Jury
  - Prix d'Interprétation masculine pour François Damiens
  - Prix d'interprétation féminine pour Pascale Arbillot.